# Oesterbaai
Oesterbaai è un centro abitato sudafricano affacciato sull'oceano Indiano situato nella municipalità distrettuale di Sarah Baartman nella provincia del Capo Orientale.

## Geografia fisica
Oesterbaai è una località balneare situata tra St Francisbaai e il parco nazionale Tsitsikamma a circa 125 chilometri a sud-ovest di Port Elizabeth. Il centro abitato è costituito da una parte residenziale affacciata sull'oceano e da una township situata poco più nell'entroterra.

## Storia
La località venne fondata nel 1967 sul sito in cui sorgeva la fattoria Graskop.